# Annika Preis
Kerstin Annika Preis, född 25 april 1943, död 10 december 2018, var en svensk översättare. Från 1975 till 2011 översatte Preis runt 200 böcker från engelska, huvudsakligen skönlitteratur, däribland närmare tjugo Fay Weldon och sju titlar med 2007 års nobelpristagare Doris Lessing.

## Översättningar (urval)
- Erica Jong: Rädd att flyga (Fear of flying) (Norstedt, 1976). Rev. översättning: Norstedt, 2010
- Jean Rhys: Godmorgon, midnatt! (Good morning, midnight!) (Stegeland, 1977)
- Anne Rice: Samtal med vampyren (Interview with the vampire) (Bonnier, 1977)
- Ian McEwan: Cementträdgården (The cement garden) (Alba, 1979)
- Germaine Greer: Hinderloppet: kvinnans väg genom konsten (The obstacle race) (Bromberg, 1980)
- Marge Piercy: Vida (Forum, 1983)
- Rita Mae Brown: Bingo (Trevi, 1990)
- Janet Frame: En ängel vid mitt bord: en självbiografi II (An angel at my table) (Bonnier, 1993)
- Peter Robinson: En ovanligt torr sommar (In a dry season) (Minotaur, 2001)
- Erica Jong: Förföra demonen: att skriva för livet (Seducing the demon) (Norstedt, 2010)

## Priser
- Sveriges Författarfonds premium till personer för belöning av litterär förtjänst 1981
- Trevipriset 1981